# Clásica de Almería 2012
La 25e édition de la Clásica de Almería a eu lieu le 26 février 2012. Elle a été remportée au sprint à trois par l'Australien Michael Matthews (Rabobank) devant le Slovène Borut Božič (Astana) et l'Allemand Roger Kluge (Project 1t4i).
L'épreuve fait partie de l'UCI Europe Tour 2012 en catégorie 1.HC pour la première fois. En effet, elle était en 1.1 les précédentes années.

## Présentation

### Équipes
Classé en catégorie 1.HC de l'UCI Europe Tour, la Clásica de Almería est par conséquent ouverte aux UCI ProTeams dans la limite de 70 % des équipes participantes, aux équipes continentales professionnelles, aux équipes continentales espagnoles et à une équipe nationale espagnole.
21 équipes souhaitent prendre part à la course. Le 21 février 2012, l'organisateur communique la liste des 13 équipes invitées avant d'y ajouté, la formation Andalucía. 14 équipes participent à cette Clásica de Almería : 7 ProTeams, 6 équipes continentales professionnelles et 1 équipe continentale :
| Nom de l'équipe   | Pays       | Code |
| ----------------- | ---------- | ---- |
| Astana            | Kazakhstan | AST  |
| Euskaltel-Euskadi | Espagne    | EUS  |
| Garmin-Barracuda  | États-Unis | GRM  |
| Lotto-Belisol     | Belgique   | LTB  |
| Movistar          | Espagne    | MOV  |
| Rabobank          | Pays-Bas   | RAB  |
| Vacansoleil-DCM   | Pays-Bas   | VCD  |

| Nom de l'équipe              | Pays      | Code |
| ---------------------------- | --------- | ---- |
| Andalucía                    | Espagne   | ACG  |
| Caja Rural                   | Espagne   | CJR  |
| NetApp                       | Allemagne | APP  |
| Project 1t4i                 | Pays-Bas  | PRO  |
| Saur-Sojasun                 | France    | SAU  |
| Topsport Vlaanderen-Mercator | Belgique  | TSV  |

| Nom de l'équipe           | Pays    | Code |
| ------------------------- | ------- | ---- |
| Burgos BH-Castilla y León | Espagne | BUR  |

## Classement final
|    | Coureur           | Pays      | Équipe           |    | Temps           |
| -- | ----------------- | --------- | ---------------- | -- | --------------- |
| 1  | Michael Matthews  | Australie | Rabobank         | en | 4 h 24 min 17 s |
| 2  | Borut Božič       | Slovénie  | Astana           | +  | m.t             |
| 3  | Roger Kluge       | Allemagne | Project 1t4i     |    | m.t             |
| 4  | Stéphane Poulhiès | France    | Saur-Sojasun     |    | m.t             |
| 5  | Francisco Ventoso | Espagne   | Movistar         |    | m.t             |
| 6  | Pim Ligthart      | Pays-Bas  | Vacansoleil-DCM  |    | m.t             |
| 7  | Giovanni Visconti | Italie    | Movistar         |    | m.t             |
| 8  | Michel Kreder     | Pays-Bas  | Garmin-Barracuda |    | m.t             |
| 9  | Daniel Schorn     | Autriche  | NetApp           |    | m.t             |
| 10 | Aitor Galdós      | Espagne   | Caja Rural       |    | m.t             |

## Liste des participants
- Liste de départ complète